# Giro d’Italia 2021/16. Etappe
Die 16. Etappe des Giro d’Italia 2021 führt am 24. Mai 2021 über 153 Kilometer von Sacile nach Cortina d’Ampezzo. 
Der Gesamtführende Egan Bernal (Ineos Grenadiers) gewann die Etappe mit 27 Sekunden Vorsprung auf Romain Bardet (Team DSM) und Damiano Caruso (Bahrain Victorious). Caruso verbesserte sich vom dritten auf den zweiten Gesamtrang. Der bisherige Gesamtzweite Simon Yates (BikeExchange) verlor als Elfter 2:37 Minuten, der bisherige Gesamtvierte Alexandr Vlasov (Astana-Premier Tech) als Siebter 2:11 Minuten und der bisherige Gesamtfünfte Hugh Carthy (EF Education-Nippo) als Fünfter 1:19 Minuten.
Im Anstieg zur ersten Bergwertung der 1. Kategorie, La Crosette (km 26,1; 1.088 m), lösten sich 24 Fahrer vom Feld, darunter der Führende in der Bergwertung Geoffrey Bouchard Ag2r Citroën, der die Wertungsabnahme als Erster überquerte und dadurch die Maglia Azzurra verteidigte. In der folgenden Abfahrt setzen sich Joao Almeida (Deceuninck-Quick-Step), Antonio Pedrero (Movistar), Gorka Izagirre (Astana-Premier Tech), Davide Formolo (UAE Team Emirates), Amanuel Ghebreigzabhier und Vincenzo Nibali (beide Trek-Segafredo) von den Mitausreißern ab und erarbeiteten sich einen Maximalvorsprung von 5:45 Minuten auf die Gruppe um den Gesamtführenden. In der Verfolgergruppe um Bernal verschärfte EF Education-Nippo in der Anfahrt zum Passo di Giau (Cima Coppi, km 135,4; 2.223 m) für Carthy das Tempo, wodurch zahlreiche Fahrer zurückfielen. Auf halber Steigung des Giau attackierte schließlich Bernal, überholte den letzten Ausreißer Pedreo und gewann die Cima Coppi und die Etappe,
Ursprünglich war vorgesehen, dass der Tagesabschnitt als Königsetappe über 212,1 Kilometer ausgetragen werden sollte. Aufgrund der extremen Witterungsbedingungen wurde die Strecke jedoch durch die Auslassung des Passo Fedaia und des Passo Pordoi verkürzt.

## Ergebnis
| \| Etappenergebnis \| Etappenergebnis \| Etappenergebnis \| Etappenergebnis \| Etappenergebnis \| \| Fahrer \| Fahrer \| Land \| Team \| Zeit \| \| --------------- \| ----------------- \| ---------------------- \| --------------------- \| --------------- \| \| 1. \| Egan Bernal \| Kolumbien \| Ineos Grenadiers \| 4 h 22 min 41 s \| \| 2. \| Romain Bardet \| Frankreich \| Team DSM \| + 27 s \| \| 3. \| Damiano Caruso \| Italien \| Bahrain Victorious \| + 27 s \| \| 4. \| Giulio Ciccone \| Italien \| Trek-Segafredo \| + 1 min 18 s \| \| 5. \| Hugh Carthy \| Vereinigtes Königreich \| EF Education-Nippo \| + 1 min 19 s \| \| 6. \| João Almeida \| Portugal \| Deceuninck-Quick Step \| + 1 min 21 s \| \| 7. \| Alexander Wlassow \| Russland \| Astana-Premier Tech \| + 2 min 11 s \| \| 8. \| Gorka Izagirre \| Spanien \| Astana-Premier Tech \| + 2 min 31 s \| \| 9. \| Davide Formolo \| Italien \| UAE Team Emirates \| + 2 min 33 s \| \| 10. \| Tobias Foss \| Norwegen \| Jumbo-Visma \| + 2 min 33 s \| |                   |                        |                       |                 |
| |                   |                        |                       |                 |
| Quelle: ProCyclingStats |                   |                        |                       |                 |
| Etappenergebnis |                   |                        |                       |                 |
| Fahrer | Fahrer            | Land                   | Team                  | Zeit            |
| 1. | Egan Bernal       | Kolumbien              | Ineos Grenadiers      | 4 h 22 min 41 s |
| 2. | Romain Bardet     | Frankreich             | Team DSM              | + 27 s          |
| 3. | Damiano Caruso    | Italien                | Bahrain Victorious    | + 27 s          |
| 4. | Giulio Ciccone    | Italien                | Trek-Segafredo        | + 1 min 18 s    |
| 5. | Hugh Carthy       | Vereinigtes Königreich | EF Education-Nippo    | + 1 min 19 s    |
| 6. | João Almeida      | Portugal               | Deceuninck-Quick Step | + 1 min 21 s    |
| 7. | Alexander Wlassow | Russland               | Astana-Premier Tech   | + 2 min 11 s    |
| 8. | Gorka Izagirre    | Spanien                | Astana-Premier Tech   | + 2 min 31 s    |
| 9. | Davide Formolo    | Italien                | UAE Team Emirates     | + 2 min 33 s    |
| 10. | Tobias Foss       | Norwegen               | Jumbo-Visma           | + 2 min 33 s    |

## Gesamtstände
| \| Gesamtwertung \| Gesamtwertung \| Gesamtwertung \| Gesamtwertung \| Gesamtwertung \| \| Fahrer \| Fahrer \| Land \| Team \| Zeit \| \| ------------- \| ---------------------- \| ---------------------- \| --------------------- \| ---------------- \| \| 1. \| Egan Bernal \| Kolumbien \| Ineos Grenadiers \| 66 h 36 min 04 s \| \| 2. \| Damiano Caruso \| Italien \| Bahrain Victorious \| + 2 min 24 s \| \| 3. \| Hugh Carthy \| Vereinigtes Königreich \| EF Education-Nippo \| + 3 min 40 s \| \| 4. \| Alexander Wlassow \| Russland \| Astana-Premier Tech \| + 4 min 18 s \| \| 5. \| Simon Yates \| Vereinigtes Königreich \| BikeExchange \| + 4 min 20 s \| \| 6. \| Giulio Ciccone \| Italien \| Trek-Segafredo \| + 4 min 31 s \| \| 7. \| Romain Bardet \| Frankreich \| Team DSM \| + 5 min 02 s \| \| 8. \| Daniel Felipe Martínez \| Kolumbien \| Ineos Grenadiers \| + 7 min 17 s \| \| 9. \| Tobias Foss \| Norwegen \| Jumbo-Visma \| + 8 min 20 s \| \| 10. \| João Almeida \| Portugal \| Deceuninck-Quick Step \| + 10 min 01 s \| |                        |                        |                       |                  |
| |                        |                        |                       |                  |
| Quelle: ProCyclingStats |                        |                        |                       |                  |
| Gesamtwertung |                        |                        |                       |                  |
| Fahrer | Fahrer                 | Land                   | Team                  | Zeit             |
| 1. | Egan Bernal            | Kolumbien              | Ineos Grenadiers      | 66 h 36 min 04 s |
| 2. | Damiano Caruso         | Italien                | Bahrain Victorious    | + 2 min 24 s     |
| 3. | Hugh Carthy            | Vereinigtes Königreich | EF Education-Nippo    | + 3 min 40 s     |
| 4. | Alexander Wlassow      | Russland               | Astana-Premier Tech   | + 4 min 18 s     |
| 5. | Simon Yates            | Vereinigtes Königreich | BikeExchange          | + 4 min 20 s     |
| 6. | Giulio Ciccone         | Italien                | Trek-Segafredo        | + 4 min 31 s     |
| 7. | Romain Bardet          | Frankreich             | Team DSM              | + 5 min 02 s     |
| 8. | Daniel Felipe Martínez | Kolumbien              | Ineos Grenadiers      | + 7 min 17 s     |
| 9. | Tobias Foss            | Norwegen               | Jumbo-Visma           | + 8 min 20 s     |
| 10. | João Almeida           | Portugal               | Deceuninck-Quick Step | + 10 min 01 s    |

| Punktewertung | Punktewertung     | Punktewertung | Punktewertung          | Punktewertung |
| Fahrer        | Fahrer            | Land          | Team                   | Punkte        |
| ------------- | ----------------- | ------------- | ---------------------- | ------------- |
| 1.            | Peter Sagan       | Slowakei      | Bora-Hansgrohe         | 135 P.        |
| 2.            | Davide Cimolai    | Italien       | Israel Start-Up Nation | 113 P.        |
| 3.            | Fernando Gaviria  | Kolumbien     | UAE Team Emirates      | 110 P.        |
| 4.            | Elia Viviani      | Italien       | Cofidis                | 86 P.         |
| 5.            | Egan Bernal       | Kolumbien     | Ineos Grenadiers       | 55 P.         |
| 6.            | Dries De Bondt    | Belgien       | Alpecin-Fenix          | 51 P.         |
| 7.            | Edoardo Affini    | Italien       | Jumbo-Visma            | 50 P.         |
| 8.            | Umberto Marengo   | Italien       | Bardiani CSF Faizanè   | 45 P.         |
| 9.            | Matteo Moschetti  | Italien       | Trek-Segafredo         | 44 P.         |
| 10.           | Francesco Gavazzi | Italien       | Eolo-Kometa            | 42 P.         |

| Bergwertung | Bergwertung       | Bergwertung | Bergwertung            | Bergwertung |
| Fahrer      | Fahrer            | Land        | Team                   | Punkte      |
| ----------- | ----------------- | ----------- | ---------------------- | ----------- |
| 1.          | Geoffrey Bouchard | Frankreich  | AG2R Citroën Team      | 136 P.      |
| 2.          | Egan Bernal       | Kolumbien   | Ineos Grenadiers       | 107 P.      |
| 3.          | Bauke Mollema     | Niederlande | Trek-Segafredo         | 53 P.       |
| 4.          | Lorenzo Fortunato | Italien     | Eolo-Kometa            | 52 P.       |
| 5.          | Damiano Caruso    | Italien     | Bahrain Victorious     | 35 P.       |
| 6.          | Giulio Ciccone    | Italien     | Trek-Segafredo         | 34 P.       |
| 7.          | Dries De Bondt    | Belgien     | Alpecin-Fenix          | 30 P.       |
| 8.          | Jan Tratnik       | Slowenien   | Bahrain Victorious     | 26 P.       |
| 9.          | Romain Bardet     | Frankreich  | Team DSM               | 22 P.       |
| 10.         | Daniel Martin     | Irland      | Israel Start-Up Nation | 21 P.       |

| Nachwuchswertung | Nachwuchswertung       | Nachwuchswertung | Nachwuchswertung      | Nachwuchswertung  |
| Fahrer           | Fahrer                 | Land             | Team                  | Zeit              |
| ---------------- | ---------------------- | ---------------- | --------------------- | ----------------- |
| 1.               | Egan Bernal            | Kolumbien        | Ineos Grenadiers      | 66 h 36 min 04 s  |
| 2.               | Alexander Wlassow      | Russland         | Astana-Premier Tech   | + 4 min 18 s      |
| 3.               | Daniel Felipe Martínez | Kolumbien        | Ineos Grenadiers      | + 7 min 17 s      |
| 4.               | Tobias Foss            | Norwegen         | Jumbo-Visma           | + 8 min 20 s      |
| 5.               | João Almeida           | Portugal         | Deceuninck-Quick Step | + 10 min 01 s     |
| 6.               | Attila Valter          | Ungarn           | Groupama-FDJ          | + 16 min 23 s     |
| 7.               | Remco Evenepoel        | Belgien          | Deceuninck-Quick Step | + 28 min 07 s     |
| 8.               | Lorenzo Fortunato      | Italien          | Eolo-Kometa           | + 37 min 07 s     |
| 9.               | Alessandro Covi        | Italien          | UAE Team Emirates     | + 1 h 12 min 05 s |
| 10.              | Einer Rubio            | Kolumbien        | Movistar Team         | + 1 h 16 min 31 s |

| Mannschaftswertung | Mannschaftswertung    | Mannschaftswertung     | Mannschaftswertung |
| Team               | Team                  | Land                   | Zeit               |
| ------------------ | --------------------- | ---------------------- | ------------------ |
| 1.                 | Trek-Segafredo        | Vereinigte Staaten     | 8 min 30 s         |
| 2.                 | Ineos Grenadiers      | Vereinigtes Königreich | + 6 min 46 s       |
| 3.                 | Team BikeExchange     | Australien             | + 26 min 12 s      |
| 4.                 | Jumbo-Visma           | Niederlande            | + 29 min 06 s      |
| 5.                 | Movistar Team         | Spanien                | + 42 min 48 s      |
| 6.                 | EF Education-Nippo    | Vereinigte Staaten     | + 46 min 27 s      |
| 7.                 | Team DSM              | Deutschland            | + 52 min 08 s      |
| 8.                 | Astana-Premier Tech   | Kasachstan             | + 53 min 20 s      |
| 9.                 | Bahrain Victorious    | Bahrain                | + 1 h 03 min 44 s  |
| 10.                | Deceuninck-Quick Step | Belgien                | + 1 h 09 min 43 s  |

## Ausgeschiedene Fahrer
- Thomas De Gendt (Lotto Soudal) nicht gestartet wegen Knieschmerzen
- Sébastien Reichenbach (Groupama-FDJ) mit sturzbedingten Knienschmerzen aufgegeben[3]